# یوهان فالهابر

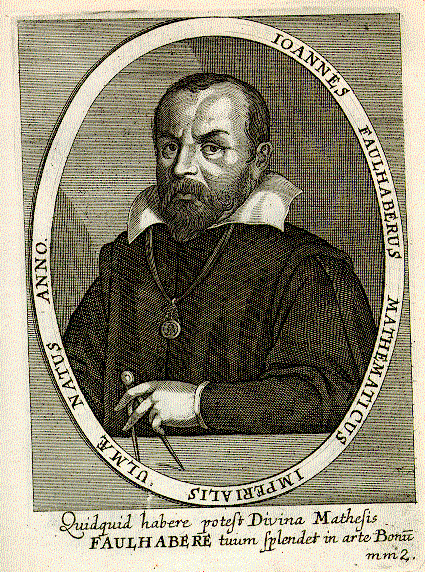
تصویر فالهابر

یوهان فالهابر (Johann Faulhaber)، زادهٔ ۵ مه ۱۵۸۰، درگذشت ۱۰ سپتامبر ۱۶۳۵ یک ریاضی‌دان آلمانی اهل اولم بود.
فالهابر با یوهانس کپلر و لودولف فان کویلن همکاری کرد او در کنارش که ساخت بارو برای شهرها بود (بویژه بازل و فرانکفورت) در خانه چرخ آبی و ابزارهای نظامی هم می‌ساخت. او نخستین منتشر کنندهٔ لگاریتم هنری بریگز در آلمان است. نخستین راه حل چاپ شده برای اعتدال مساوی را نیز به فالهابر نسبت می‌دهند. مهم‌ترین کار فالهابر بدست آوردن مجموع توان‌های اعداد صحیح مثبت است. یاکوب برنولی در نوشتار اصلی اش به دست آوردهای فالهابر مرجع می‌دهد.
فالهابر در اولم از دنیا رفت.